# Breizh Cola
Breizh Cola is een lokaal Bretons colamerk dat wordt geproduceerd door Phare Ouest, onderdeel van Brasserie Lancelot.
Breizh Cola werd in 2002 geïntroduceerd als "de cola van Bretagne". Dit gebeurde nadat Bernard Lancelot, eigenaar van Brasserie Lancelot, midden in de jungle van Guatemala de welbekende Amerikaanse merken verkocht had zien worden.
Breizh Cola wordt op beperkte schaal geproduceerd en is alleen lokaal verkrijgbaar.